# Пиайи
Пиайи (лат. Piaya) — небольшой род относительно крупных и длиннохвостых кукушек, которые обитают в Мексике, Центральной Америке и Южной Америке. 

## Описание и экология
У этих птиц относительно тонкие, стройные тела, длинные хвосты и сильные ноги. Ареал чернобрюхой пиайи строго ограничен тропическими дождевыми лесами, более широко распространенная длиннохвостая кукушка также встречается и в других типах леса, редколесьях и мангровых зарослях.
Пиайи, в отличие от многих кукушек Старого Света, не являются гнездовыми паразитами; они строят собственные гнезда на деревьях, в кладке два белых яйца.
Это голосистые птицы характерные  своими постоянными и громкими криками. Они питаются крупными насекомыми, такими как цикады, осы и гусеницы (в том числе и с ядовитыми волосками, которые несъедобны для большинства птиц). Чернобрюхая пиайа и длиннохвостая кукушка крупные и мощные птицы, и иногда охотятся на мелких позвоночных животных, таких как небольшие ящерицы.

## Состав рода
В состав рода включают два вида:
- Piaya cayana — Длиннохвостая кукушка, или пиайа
- Piaya melanogaster — Чернобрюхая пиайа

Малая пиайа (Coccycua minuta), которая считалась близкой к этому роду, ранее относилась к Coccyzus или Micrococcyx, сейчас снова отделена от рода Piaya и перенесена в род  Coccycua.